# International Federation of the Phonographic Industry
International Federation of the Phonographic Industry (IFPI) är en organisation för skivbolag med cirka 1400 medlemmar i 75 länder. Den svenska avdelningen, IFPI Svenska Gruppen, består av de största svenska skivbolagen som tillsammans står för 95 % av den inhemska skivmarknaden och de delar ut det svenska musikpriset Grammis. IFPI tilldelar ISRC-nummer för unik identifiering av ljudinspelningar. Organisationen är också känd för att motarbeta piratkopiering. IFPI grundades i Rom den 10–14 november 1933 då grammofonindustrin samlats till kongress på inbjudan av "Confederazione Generale Fascista dell'Industria Italiana". Tanken var att man skulle företräda grammofonindustrin i alla tänkbara forum över hela världen genom att främja lagstiftning och upphovsrätt.